# 李廷敬
李廷敬（？—1806年），字景叔，一字味庄，号宁圃，直隶沧州（今河北省沧州市）人，清朝政治人物、诗人、书画家。

## 生平
李廷敬自幼聪慧，淹通群籍。乾隆三十八年（1773年），应天津召试，钦赐举人。乾隆四十年（1775年）乙未科进士。授翰林院庶吉士。后外任，乾隆五十六年（1791年）为松江府知府，数任苏松太道，多行善政。

## 著作
李廷敬性豁达、乐义举、工诗文、尚风雅，曾创“平远山房书画集会”，于书画之士尤多奖进。与吴锡麒、袁枚、王文治、祝德麟、洪亮吉、陈廷庆、赵怀玉、何琪、林镐、陆继辂等以诗文相长，论经史疑义，达旦不寐。李廷敬好考古、精鉴别，于金石、书法、昆曲等皆有著述。辑有《二十二史纪传节要》、《三通节要》、《唐诗百家选》、《列朝词选》及《平远山房诗话》等，还辑有历代名人书法，刻《平远堂帖》。其自订诗、词、古文，为《平远山房集》。

## 家庭
李廷敬兄李廷扬，乾隆二十五年（1760年）进士，官至江苏按察使。兄弟同官吴中，一仆一舟，数度往来于山林泉石之间，人以苏轼、苏辙兄弟比之。二人归里后，朝夕联吟为乐。